# Zijada
Zijada je žensko osebno ime.

## Izvor imena
Ime Zijada je ženska različica moškega osebnega imena Zijad.

## Pogostost imena
Po podatkih Statističnega urada Republike Slovenije je bilo na dan 31. decembra 2007 v Sloveniji število ženskih oseb z imenom Zijada: 34.